# Akō
Pour les articles homonymes, voir Ako.
Akō (赤穂市, Akō-shi) est une ville située dans la préfecture de Hyōgo, au Japon.

## Géographie

### Situation
Akō est située à l'ouest de la préfecture de Hyōgo. Elle est bordée par la mer intérieure de Seto au sud.

### Municipalités limitrophes
| Kamigōri | Kamigōri               | Aioi                   |
| Bizen    | Akō                    | Aioi                   |
| Bizen    | mer intérieure de Seto | mer intérieure de Seto |

### Démographie
En mars 2023, la population de la ville d'Akō était de 45 174 habitants, répartis sur une superficie de 126,88 km2.

### Climat
Akō a un climat subtropical humide caractérisé par des étés chauds et des hivers frais avec peu ou pas de chutes de neige. La température moyenne annuelle est de 15,1 °C. La pluviométrie annuelle moyenne est de 1 519 mm, septembre étant le mois le plus humide.

## Histoire
Akō s'est développée à l'époque d'Edo au cœur du domaine d'Akō. La ville moderne a été officiellement fondée le 1er septembre 1951.
En 1701, 47 rōnin d'Akō ont perpétré une vendetta connue sous le nom de genroku akō jiken (元禄赤穂事件).

## Culture locale et patrimoine
- Château d'Akō
- Kagaku-ji

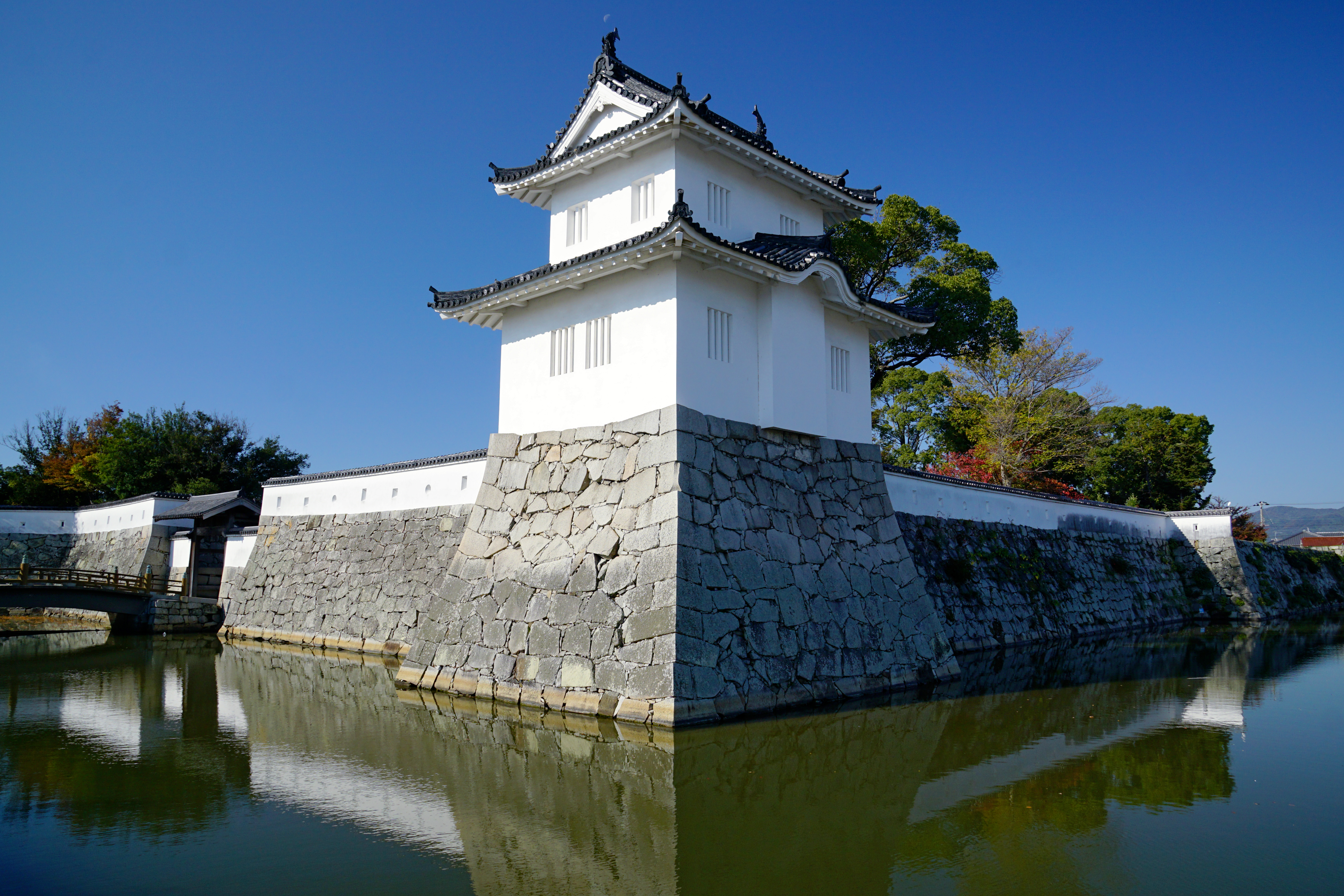
Château d'Akō.

- 塩の国 (shio no kuni?) parc scientifique présentant la production de sel, spécialité d'Akō durant l’époque Edo
- 伊和都比売神社 (Sanctuaire Iwatsuhime?)

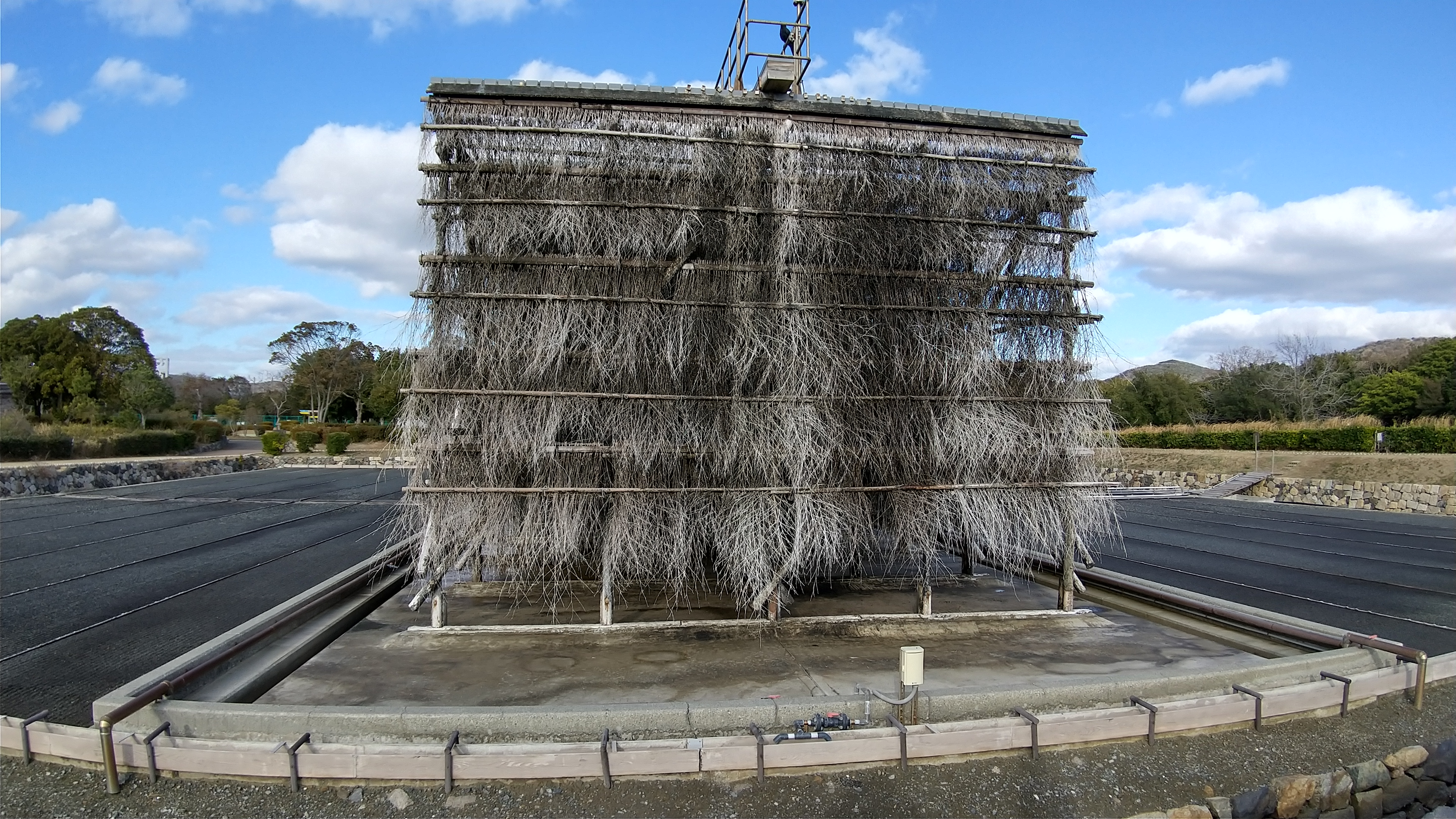
Reconstitution de salines, 塩の国.
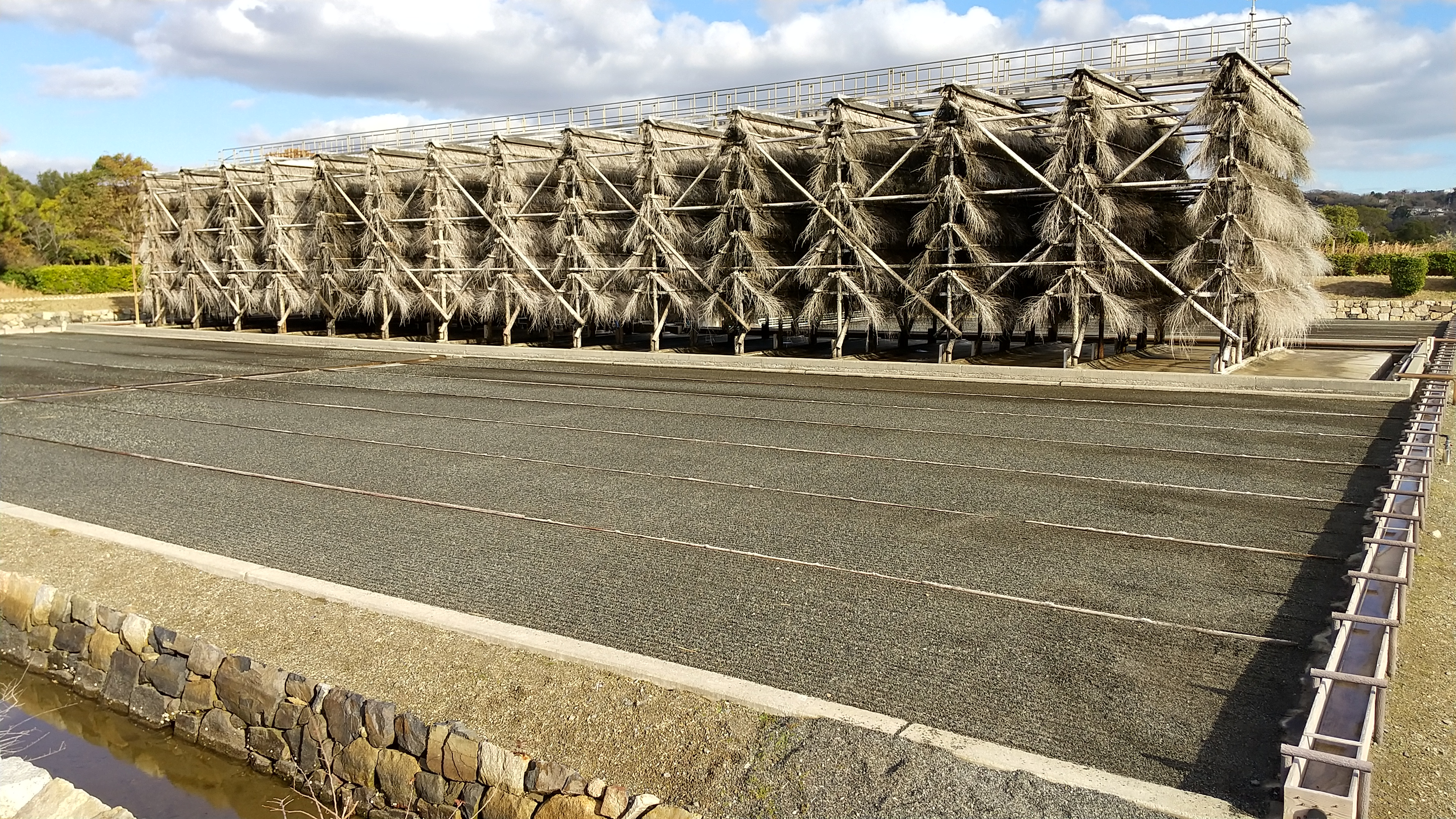
Reconstitution de salines, 塩の国.
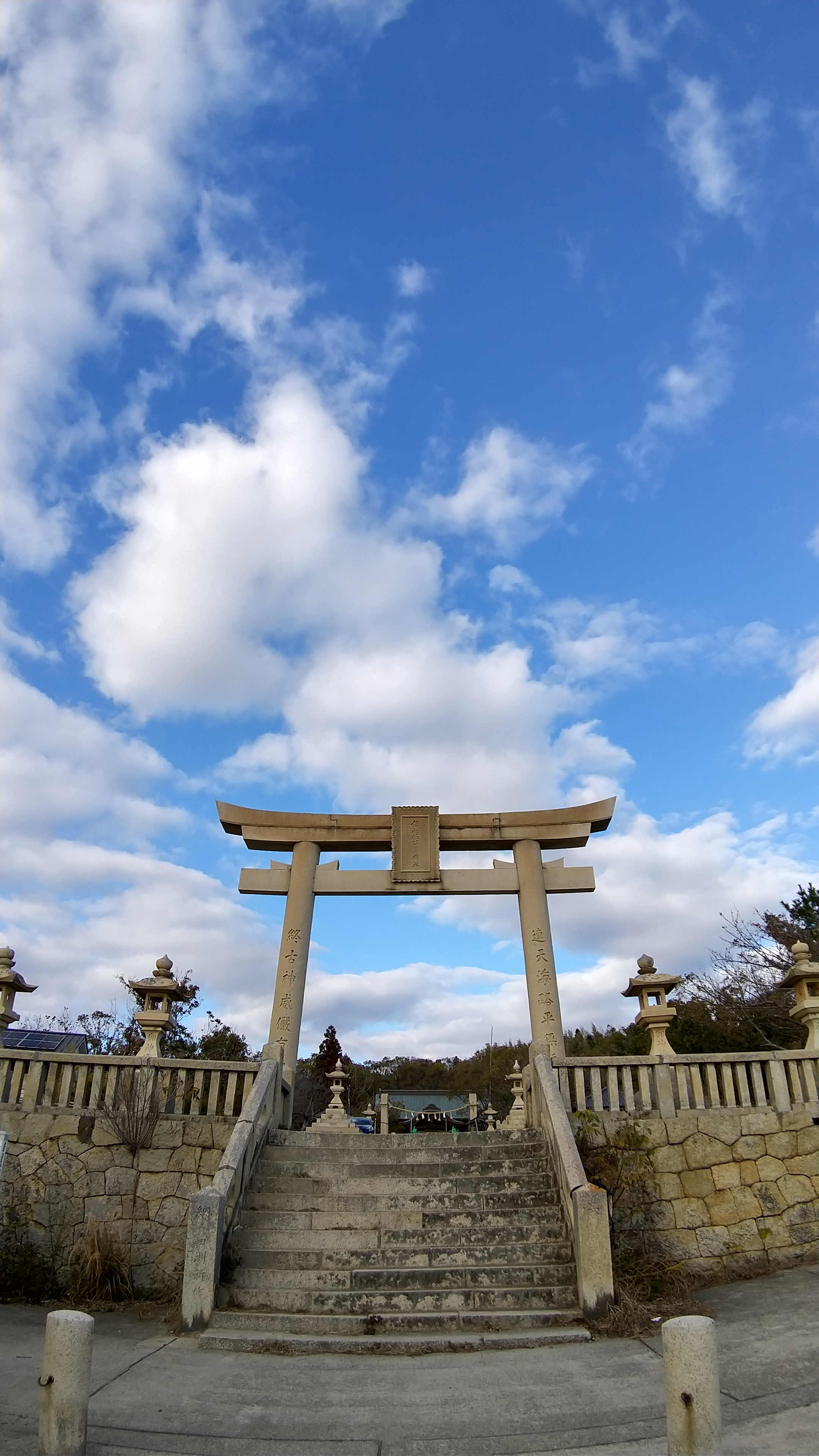
Torii du sanctuaire Iwatsuhime.

## Transports
La ville est desservie par les lignes Sanyō et Akō de la JR West.

## Jumelage
- Rockingham (Australie) depuis 1997

## Personnalités liées à la ville
- Takeshi Sakamoto (1899-1974), acteur
- Kōyō Kawanishi (né en 1959), astronome

## Honneur
L'astéroïde (4797) Ako est nommé en son honneur.